# Komparativna anatomija
Komparativna anatomija je znanost koja se bavi proučavanjem sličnosti i razlika u anatomiji organizama. Srodna je evolucijskoj biologiji i filogeniji (evoluciji vrsta). 

Dva su osnovna koncepta komparativne anatomije:
1. Homologne strukture - strukture (dijelovi tijela/anatomija) koje su slične kod različitih vrsta organizama iz razloga što imaju zajedničko porijeklo. Oni mogu, ali i ne moraju imati iste funkcije. Primjer homolognih struktura jesu prednji udovi mačaka i kitova.

1. Analogne strukture - strukture koje su slične kod različitih organizama, iz razloga što su promijenile naslijeđena svojstva i prilagodile se funkcijskim potrebama u novim, a sličnim okolišima. Obično imaju iste ili slične funkcije. Primjer je torpedoliki oblik tijela kod pliskavica i morskih pasa. Oblik se razvio u vodenom okolišu, ali životinje imaju različite pretke.

Zakone razvoja specijalnih karakteristika koje se bitno razlikuju od općenitih zakona homologije ispisao je Karl Ernst von Baer, a poznati su pod nazivom Baerovi zakoni.

## Povijest
Edward Tyson smatra se osnivačem komparativne anatomije. Pridaju mu se zasluge utvrđivanja činjenice da su morski sisavci, zapravo, sisavci. Također je prema obliku prednjih udova (tj. ruku) zaključio da su čimpanze sličnije ljudima nego majmunima.